# Тејана Тејлор
Тејана Тејлор (енгл. Teyana Taylor, Њујорк, 11. децембар, 1990) је америчка кантауторка, кореографкиња, глумица, манекенка и режисерка. Године 2005. потписала је уговор са издавачком кућом Star Trak Entertainment, коју држи Фарел Вилијамс, након тога појавила се у МТВ емисији My Super Sweet 16. Године 2012. потписала је уговор са компанијом GOOD Music Канје Веста, преко продукцијске куће Def Jam. Као амбициони текстописац, Тејлор је сарађивала са музичарима и писала им песме, а неки од њих су Ашер, Крис Браун и Оамрион.
У каријери бавила се и манекенством, појавила се на модним пистама током Недеље моде. Имала је своју ријалити емисију под називом  Teyana and Iman, у којој се појавила заједно са супругом НБА комшаркашом Иманом Шумпертом.

## Биографија
Рођена је 10. децембра 1990. године у Њујорку, а одрасла је у четврти Харлем, а афро-тринидадског је порекла. Тејлор је једино дете њене мајке, док њен отац има још два сина и једну ћерку из друге везе. Мајка ју је одгајила са породицом и тренутно је њена менаџерка. Када је имала девет година почела је да наступа, као дете појавила се у великој броју такмичења, укључујући такмичење за таленте Apollo Theater National All-Stars, али никада није победила. На њену музичку каријеру значајан утицај имали су Лаурин Хил, Стиви Вондер, Џенет Џексон и Мајкл Џексон.
Године 2015. породила се у свом дому, у присуству супруга Имана Шумперта. Дана 20. септембра 2016. године у Шоу Венди Вилијамс, Тејлор је открила да су се она и Шумперт тајно венчали, али је заправо слагала јер се пар венчао тек 1. октобра 2016. године, две недеље након што се појавила у шоу.
Године 2013. Тејлор је потписала уговор са Адидасом, како би представили њене патике. Први пар стигао је у продавнице 16. фебруара 2013. године, а према речима маркетинг стручњака, Џонатана Веклера, Тејлор држи рекорд по броју продатих патика у историји Адидаса. Тренутно је фокусирана на дизајн и пуштање другог пара патика. У марту 2017. године, Тејлорова је покренула програм вежбања под називом „Fade 2 Fit”, деведесетодневни тренинг који се фокусира на фитнес и плес. Инспирисана радом на споту за песму Fade Канје Веста, Тејлор је направила овај програм вежбања. У мају 2019. године на свом програму вежбања режирала је музички спот, ремикс песме Home Body.

## Каријера

### 2006—2011: Почетак каријере
У септембру 2006. године, Тајлорова је постала кореографкиња на музичком споту песме Ring the Alarm, коју изводи певачица Бијонсе. У јануару 2007. године потписала је уговор са америчким музичким продуцентом и музичарем Фарелом Вилијамсом и његовом компанијом Star Trak Entertainment. У фебруару 2007. године Тејлор се појавила у шоу My Super Sweet Sixteen, који приказује натпросечне забаве богатих тинејџера. Године 2007. појавила се у музичком споту Blue Magic, певача Џеј Зија. У фебруару 2008. године Тејлор је објавила сингл под називом Google Me. Песма је била водећи сингл њеног микстејпа под називом From a Planet Called Harlem, који су продуцирали Џејз Пха, Фарел Вилијамс, Мед Сајентист, Фрост, Шондре и Хит-Бој. Микстејп поред песама садржи и неколико битова. Google Me се нашао на деведесетом месту америчке Билборд листе Hot R&B/Hip-Hop Songs.
Дана 16. августа 2009. године, Тејлор је објавила микстејп From a Planet Called Harlem, који је изашао за дигитално преузимање, бесплатно, а најавио је њен први студијски албум. У августу 2010. године Тејлор је имала прву филмску улогу у драми Stomp the Yard: Homecoming. Такође се појавила у деби епизоди ТВ серије House of Glmae, која је емитована у октобру 2010. године. Током 2010. године Тејлор се спријатељила са Канје Вестом и свим другим запосленим људима у компанији GOOD Music, а након тога појавила се на Вестовом албуму, као вокалисткиња на песмама Dark Fantasy и Hell of a Life. Након тога појавила се на нумери Christmas In Harlem коју такође изводи Канје Вест. Песма је објављена као скраћена верзија 17. децембра 2010. године. Заједно са америчким репером Бовом Вовом, Тејлор је имала улогу у филму Madea's Big Happy Family, који је објављен 22. априла 2011. године. Тејлор се након праузе вратила музици, а представљена је на синглу под називом Party Tonight.

### 2012—данас: Нови албуми и афирмисање на сцени
У јануару 2012. године објављено је да ће Тејлор бити ослобођена уговора са издавачким кућама Interscope и Star Trak. Тејлор је истакла да су она и оснивач компаније Star Trak, Фарел Вилијамс остали пријатељи до краја њиховог пословног односа, као и да му је врло захвална за помоћ на пољу музике. Певачица је у више наврата изјавила да је ослобађање од компаније неопходно јер је желела да има већи ниво независности у музичкој индустрији. У интервју са диск џокејом Скијом, Тејлор је споменула да када је потписала уговор са издавачком кућом, није могла ништа да учини и да својој публици није могла да докаже да има таленат и да пева од срца. Као независтан уметник, објавила је микстејп под називом The Misunderstanding of Teyana Taylor, објављен је у првој половини 2012. године, а претходила му је песма Make Your Move, која је објављена 25. фебруара 2012. године. Песма и микстејп добили су углавном позитивне критике од стране музичких критичара.
Након што је неко време радила као слободан уметник, Тејлор је потписала уговор са издавачким кућама GOOD Music и The Island Def Jam Music Group, 14. јуна 2012. године. Као део компаније GOOD Music, Тејлор је учествовала у стварању компилацијског албума Cruel Summer, који је објављен 14. септембра 2012. године. Учествовала је као вокал на уводној нумери To the World са Канје Вестом и Р. Кели, а након тога и на песмама Sin City и Bliss, на којима су гостовали и многи други музичари. Након тога, Ерика Рамирез из часописа Билборд истакла је да Тејлор има предиван глас. Поред тога што је представљена на албуму издавачке куће GOOD Music, Тејлор је започела снимање свог дебитанског албума, са познатим музичарима, а албум је објављен под окриљем издавачких кућа GOOD Music и The Island Def Jam Music Group. Дана 27. јула 2014. године Тејлор је преко Твитер налога објавила наслов свог дебитанског студијског албума — VII и најавила да ће он бити објављен 4. новембра. Албум је дебитовао на деветнаестом месту музичког графикона Билборд 200, а продат је у 16.000 примерака у Сједињеним Америчким Државама током прве недеље од објављивања. Током друге недеље од објављивања албума, он је био на седамдесет осмом месту листе Билборд 200, а продат је у још 5000 примерака. Током треће недеље, албум је био на сто шездесетом месту листе, а продат је у још 3000 примерака, укупно у 240.000 примерака.
Тејлор је била судија у осмој сезони америчке такмичарске ријалити емисије Најбоља денс екипа, која је емитована своју прву епизоду 29. јула 2015. године на ТВ каналу МТВ. Дана 25. августа 2015. године Тејлор је објавила ЕП под називом The Cassette Tape 1994, а он садржи звук и семплове коју су били актуелни током деведесетих година. Дана 17. јуна 2016. године, Тејлор је објавила сингл Freak On, на којем је гостовао Крис Браун, док је продукцију радио диск џокеј Мустард. Да би се направио Freak On семплована је песма Freak Like Me певачице Адине Хауард. Тејлор је најавила да ће Freak On бити водећи сингл са надолазећег студијског албума.
У августу 2016. године на додели МТВ Видео награда, Канје Вест је објавио светску премијеру музичког спота за сингл FADE, на којем је Тејлор плесала, слично као у филму Флешденс из 1983. године. Видео спот за песму FADE режирао је Ели Расел Линец, а у њему се налази снимак Тејлор како плеше у гимназији, а у споту се појављује и ње супруг Иман Шумперт. Други студијски албум под називом K.T.S.E., Тејлор је објавила 22. јуна 2018. године, а на њему се налази осам песама. Албум је добио углавном позитивне критике, а нашао се на 42 месту Билборд хот 100 листе. Објавиле су га издавачке куће GOOD Music и Def Jam Recording. Године 2020. Тејлор је објавила студијски албум под називом The Album.

## Студијски албуми
| VII                                                                                | - Датум објављивања: 4. новембар 2014. - Издавачка кућа: - Формат: компакт диск, дигитално преузимање | 19 | 1  | 1 | —   | —  | —  | — | —  | 37 | - САД: 24,000 |
| K.T.S.E.                                                                           | - Датум објављивања: 23. јун 2018. - Издавачка кућа: - Формат: компакт диск, дигитално преузимање     | 17 | 10 | 2 | 125 | 60 | 77 | 3 | 57 | 8  |               |
| "—" означава албуме који нису били на листама или нису били објављени у тој држави | |    |    |   |     |    |    |   |    |    |               |